# Грабарківський гідрологічний заказник
Граба́рківський зака́зник — гідрологічний заказник місцевого значення в Україні. Розташований у межах Волочиського району Хмельницької області, на схід від села Користова. 
Площа 100 га. Статус надано згідно з рішенням сесії обласної ради народних депутатів від 28.10.1994 року № 7. Перебуває у віданні Користовецька сільської ради. 
Статус надано з метою збереження водно-болотного комплексу (болото, луки і ставок) у заплаві річки Грабарки. Місце гніздування водоплавних птахів. 

## Галерея

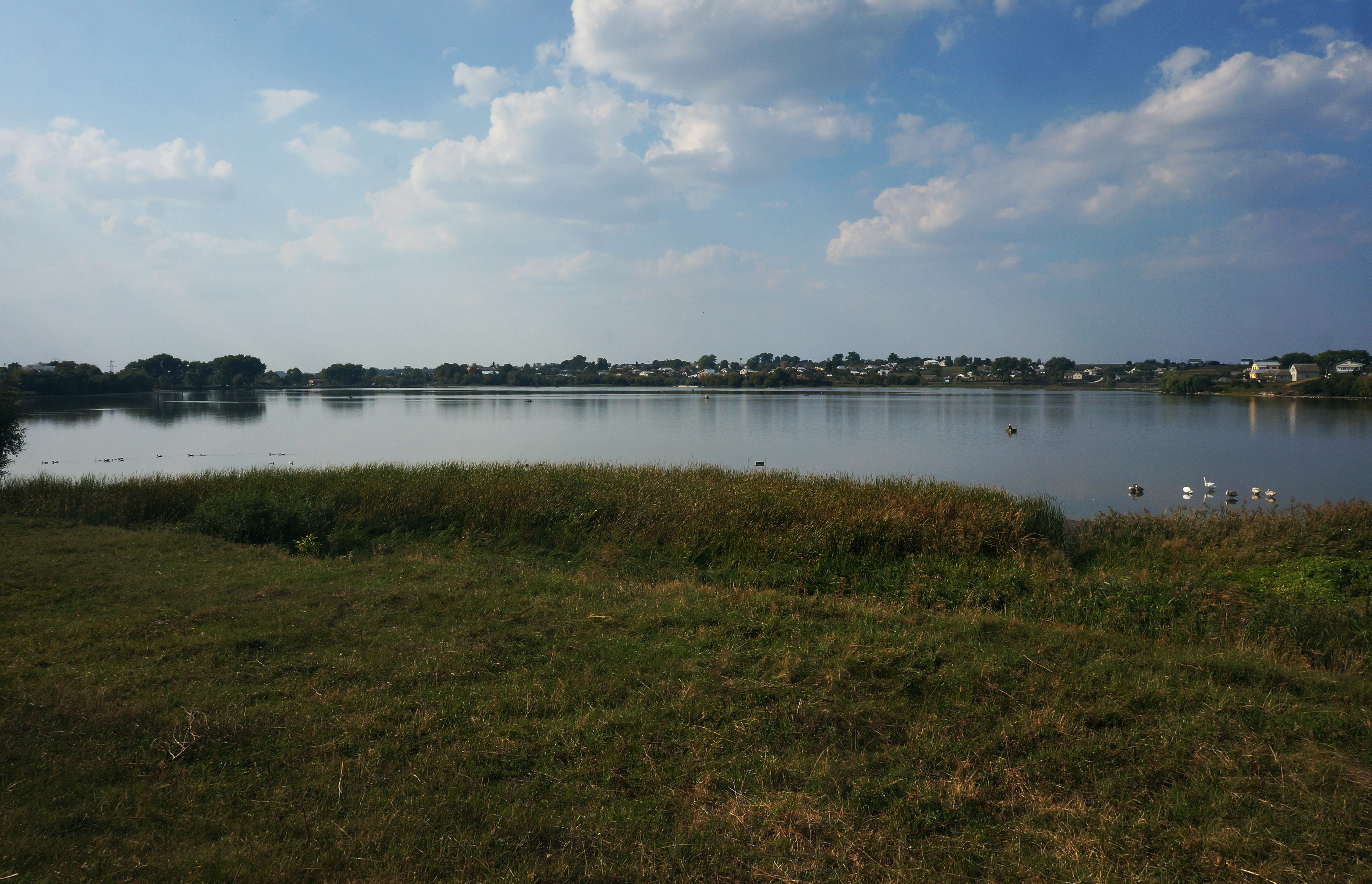
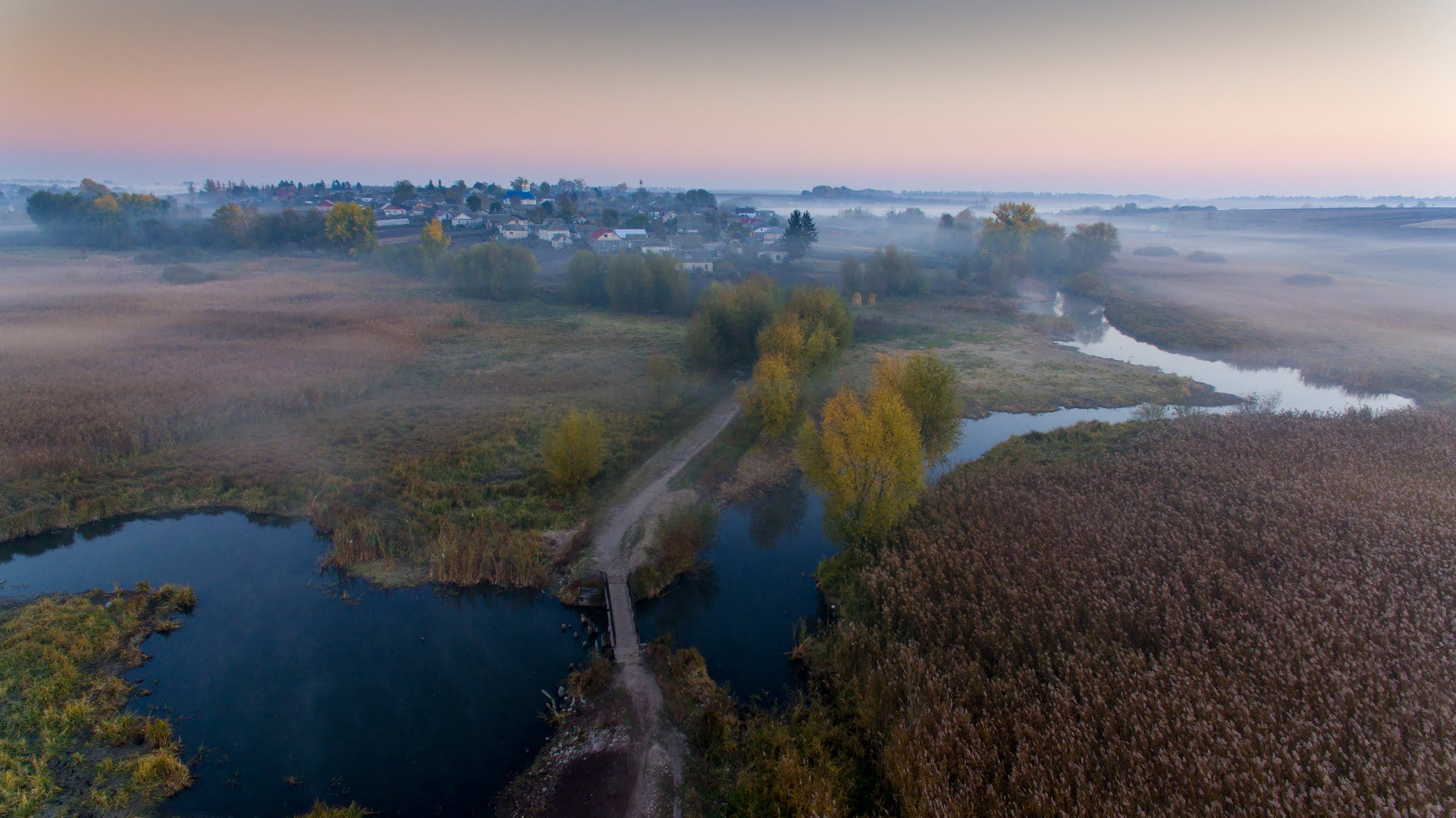
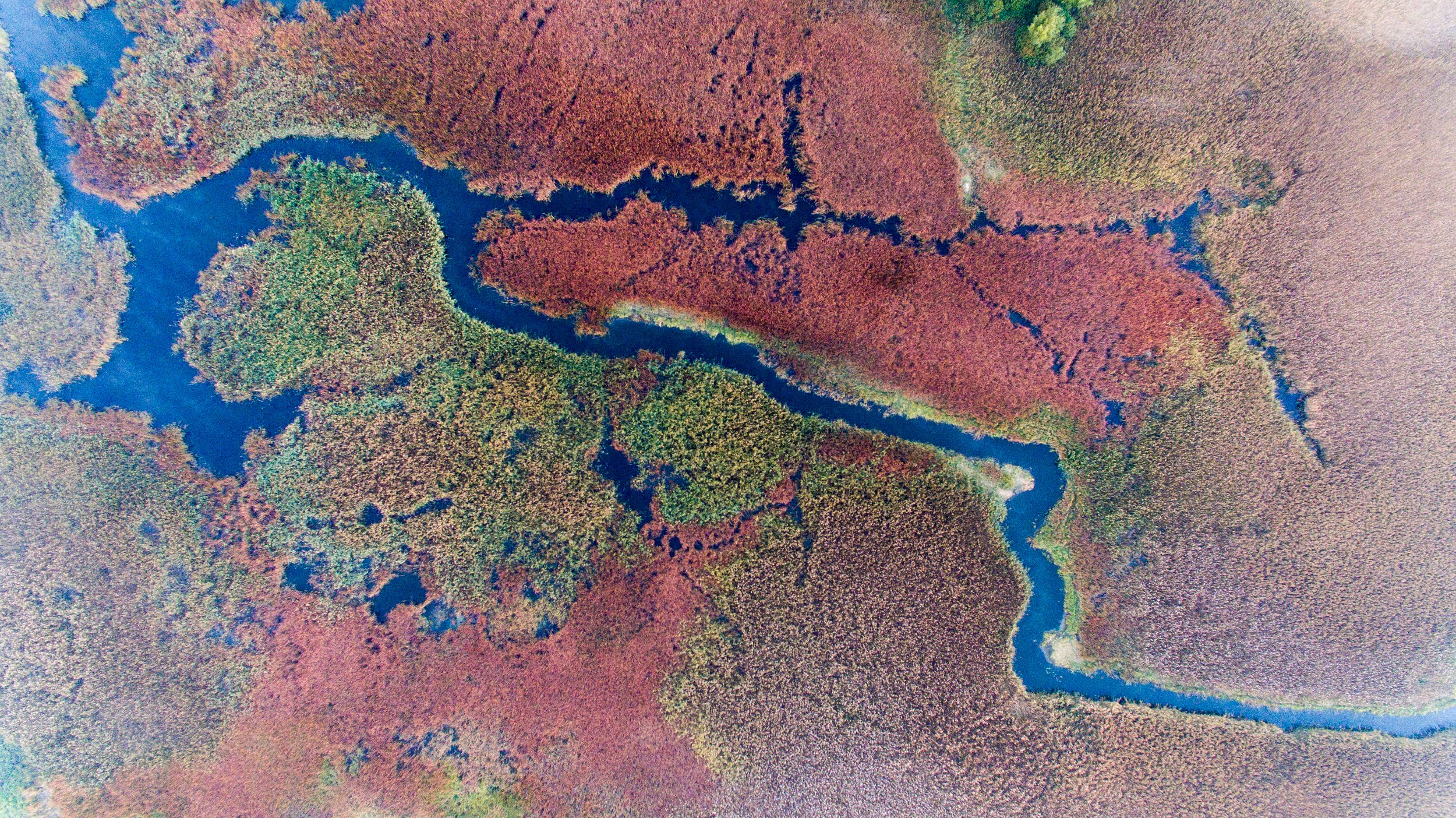